# Малхасян, Эдуард Гургенович
Эдуард Гургенович Малхасян (арм. Էդուարդ Գուրգենի Մալխասյան, 23 февраля 1926, Тифлис — 7 июля 2003, Ереван) — советский и армянский геолог и историк науки. Доктор геолого-минералогических наук (1977), профессор.

## Биография
Родился 23 февраля 1926 года в городе Тбилиси, Грузинская ССР, в семье Гургена Абрамовича (1898-19?) и Софии Артемьевны (1903-19?).
- Сестра — Рузанна (род. 1930) — скульптор, Союз художников Армении.

### Образование
В 1944 году — курсант Военно-авиационного училища в городе Астрахань.
В 1945—1949 годах окончил Геологический факультет Ереванского государственного университета.
В 1950—1952 годах обучался в аспирантуре на Геологическом факультете МГУ. В 1953 году защитил диссертацию по теме «Интрузивные породы Даралагеза», и получил учёную степень кандидата геолого-минералогических наук.

### Работы по геологии
В 1946—1949 годах работал старшим коллектором Института геологических наук АН Армянской ССР (ИГН АН Арм. ССР).
В 1949—1950 годах — геолог Армянского геологического управления в городе Ереван.
В 1953 году работал петрографом в Институте нефти АН СССР в Москве.
В 1953—1957 годах — лектор Горного факультета Ереванского политехнического института. В 1954 году получил учёное звание доцент.
C 1956 года работал учёным секретарём, с 1961 года старшим научным сотрудником в Институте геологических наук АН Армянской ССР.
В 1971 году за работу «Геологическое развитие и вулканизм Армении в юрский период» ему присуждена учёная степень доктора геолого-минералогических наук.
С 1977 года работал главным геологом в Кавказском институте минерального сырья (КИМС) с колчеданными месторождениями Армении.
Одновременно преподавал на кафедре физической географии Армянского педагогического института им. X. Абовяна.
Один из авторов монографии «Геология Армянской ССР», 3 и 4 тома — Петрография.

### Работы по истории геологических наук
Возглавлял Комиссию по Геологической изученности Армянской ССР — (входила в КОГИ).
В 1967 году был среди организаторов первого Международного симпозиума по истории геологии в Ереване (ИНИГЕО).
Был заместителем председателя Совета по истории естествознания и техники АН Армянской ССР, а также председателем секции истории геологических наук.
Автор статей по истории геологии Армении.

## Членство в организациях, комиссиях и комитетах
- 1947 — член ВКП(б)/КПСС, был секретарём партийного бюро Института геологических наук АН Арм. СССР.
- 1949 — член Всесоюзного общества «Знание».
- 1955 — член МОИП.
- 1958 — член Комиссии по геологической изученности СССР, в том числе нового состава, 1978 года.
- 1959 — организационный комитет Первого Всесоюзного вулканологического совещания.
- 1967 — организационный комитет Международного симпозиума по истории геологии.
- 1967 — член-корреспондент Международного комитета по истории геологических наук (ИНИГЕО)[5].
- 1976 — член Петрографического Комитета СССР.
- 1983 — член Армянского общества по охране исторических памятников.
- член Армянского геологического общества.
- член Всесоюзной вулканологической комиссии при АН СССР.
- член Специализированного Учёного Совета по присуждению ученых степеней по геологии (металлогении) при Кавказском институте минерального сырья.
- председатель бюро секции Наук о Земле, охраны окружающей среды и рационального природопользования при правлении общества «Знание» Армянской ССР.

## Награды и звания
- Медаль «За трудовую доблесть».
- Почётная грамота ЦК КПА и СМ Армянской ССР.
- 1965 — Почётная грамота ЦК профсоюза рабочих геологоразведочных работ и Государственного геологического комитета СССР — за успешное выполнение работы по составлению и подготовке к изданию томов «Геологическая изученность СССР»[6]
- 1970 — Медаль «В ознаменование 100-летия со дня рождения Владимира Ильича Ленина»

## Семья
Жена — Клара Амаяковна (род. в Краснодаре в 1927 году)
- Дочь — Ирина (род. в 1954 г. в Ереване)
- Сын — Гурген (род. в 1955 г. в Ереване)

### Адреса связанные с Э. Г. Малхасяном
Работал и проживал в Ереване по адресам:
- Улица Пушкина, дом 12.
- Улица Теряна, дом 8.
- Улица Езника Кохбаци, дом 4.